# جيمس بوش
جيمس بوش (بالإنجليزية: James Bush) هو ممثل أمريكي، ولد في 4 أكتوبر 1907 في الولايات المتحدة، وتوفي بنفس المكان في 9 أبريل 1987.

## وصلات خارجية
- جيمس بوش على موقع IMDb (الإنجليزية)
- جيمس بوش على موقع قاعدة بيانات الفيلم (الإنجليزية)